# قرار مجلس الأمن التابع للأمم المتحدة رقم 1275
قرار مجلس الأمن التابع للأمم المتحدة رقم 1275، المتخذ بالإجماع في 19 تشرين الثاني / نوفمبر 1999، بعد الإشارة إلى القرارين 1242 (1999) و1266 (1999) بشأن برنامج النفط مقابل الغذاء، ومدد المجلس، بموجب الفصل السابع من ميثاق الأمم المتحدة، الأحكام المتعلقة بتصدير النفط العراقي أو المنتجات البترولية مقابل مساعدات إنسانية لمدة أسبوعين حتى 4 كانون الأول (ديسمبر) 1999.
وكان مجلس الأمن قد رفع في السابق الحد الأقصى لقيمة النفط الذي يُسمح للعراق بتصديره بموجب البرنامج، وسيظل الحد المتزايد ساري المفعول حتى 4 كانون الأول / ديسمبر. على الرغم من أن العديد من أعضاء المجلس أيدوا اعتماد القرار 1275 لضمان استمرار البرنامج دون انقطاع، فقد أعربوا عن قلقهم من أن المجلس غير قادر على التوصل إلى إجماع حول كيفية التعامل مع الوضع في العراق. استمرت الخلافات بين أعضاء المجلس في التأثير على تبني المزيد من القرارات بشأن برنامج النفط مقابل الغذاء.

## روابط خارجية
- نص القرار في undocs.org